# إنريكي نورماند
إنريكي نورماند فوريي (4 ديسمبر 1885 – 14 أكتوبر 1955) كان لاعب كرة القدم فرنسي-إسباني لعب في مركز الوسط. كان لاعبًا تاريخيًا في صفوف ريال مدريد (الذي كان يُعرف آنذاك باسم نادي مدريد لكرة القدم) خلال العقدين 1900 و1910، حيث لعب مع النادي لمدة 13 عامًا، وفاز بـكأس الملك (إسبانيا) أربع مرات متتالية، بين 1905 و1908. بعد اعتزاله، استقر في إشبيلية، حيث شغل منصب مدير في ريال بيتيس.
كما عمل مهندسًا صناعيًا في خدمة خزينة الدولة الإسبانية، وقضى عدة سنوات في برشلونة كمندوب ومفتش للخزينة.

## السيرة
وُلد نورماند في بلد الوليد لأبوين فرنسيين. انتقلت عائلته واستقرت في مدريد عندما كان لا يزال صغيرًا. كان إنريكي — أو "هنري" وفقًا لنطقه الفرنسي الذي كان معروفًا به أيضًا — مهندسًا صناعيًا وعمل موظفًا حكوميًا لدى خزينة الدولة الإسبانية. أبدى اهتمامًا بكرة القدم منذ صغره، وأصبح من أفضل اللاعبين في مدرسته، وسرعان ما أصبح من أوائل الشخصيات الرياضية في العاصمة. انضم نورماند إلى سكاي فوتبول كلوب، أول نادٍ لكرة القدم تأسس في مدريد، إلا أن نزاعًا بين أعضاء النادي عام 1900 أدى إلى انقسامهم، وغادر بعضهم (من بينهم نورماند) لتأسيس نادٍ جديد هو نادي مدريد لكرة القدم، المعروف حاليًا باسم ريال مدريد، وتم التأسيس الرسمي للنادي في 6 مارس 1902 في غرفة خلفية بمقهى "آل كابريتشو"، وكان نورماند حاضرًا في هذا الاجتماع، مما يجعله أحد مؤسسي نادي مدريد لكرة القدم.
ثم أصبح أحد أول لاعبي الفريق الجديد مدريد إف سي، حيث لعب في مركز الوسط معهم لعقد كامل. كان نورماند بذلك جزءًا من الفريق التاريخي لمادريد، والذي ضم أيضًا فيديريكو ريفويلتو، أنطونيو نيرا، وبيدرو باراجيس (فرنسي-إسباني مثله)، والذين شاركوا في أول نسخة على الإطلاق من كأس الملك عام كأس ملك إسبانيا 1903، حيث خسروا بنتيجة 2–3 أمام أثلتيك بلباو. ثم لعب دورًا هامًا في فوز النادي بأربع بطولات متتالية من كأس الملك بين 1905 و1908. كما فاز بخمس بطولات إقليمية في منطقة الوسط الإسبانية، وهو ما كان يمنح التأهل لكأس الملك. فاز خلال مسيرته بإجمالي تسعة ألقاب رسمية.
كما لعب مباراتين مع نادي برشلونة عام 1909، كانت الأولى مباراة رسمية ضد إسبانيول مدريد في نصف نهائي كأس ملك إسبانيا 1909 بتاريخ 5 أبريل، وكان من الشائع في تلك الفترة أن تستعين الفرق بلاعبين من خارج تشكيلتها الأساسية في مثل هذه المباريات، وهو عكس ما حدث مع خوسيه كيرانتي وتشارلز والاس في السنة السابقة، عندما لعبا لصالح مدريد رغم انتمائهما لبرشلونة.[بحاجة لمصدر] أما المباراة الثانية فكانت مباراة ودية ضد أثلتيك بلباو، قبل أن يعود الفريق إلى برشلونة، ويعود نورماند إلى مدريد، التي لم يغادرها حتى عام 1915، حين انتقل إلى ستاد فرانسياس وقضى فترة قصيرة قبل إنهاء مسيرته.
بعد اعتزاله، استقر في إشبيلية، حيث شغل منصب مدير في ريال بيتيس.

## الألقاب

### مع الأندية
ريال مدريد
- بطولة السينترو الإقليمية:
  - البطل (5 مرات): 1904–05، 1905–06، 1906–07، 1907–08، 1912–13
- كأس الملك:
  - البطل (4 مرات): 1905، 1906، 1907، 1908
  - الوصيف (مرة واحدة): كأس ملك إسبانيا 1903